# Microdesmus longipinnis
Microdesmus longipinnis is een straalvinnige vissensoort uit de familie van wormvissen (Microdesmidae). De wetenschappelijke naam van de soort is voor het eerst geldig gepubliceerd in 1910 door Weymouth.